# باشگاه والیبال پراژکت ورشو
باشگاه والیبال پراژکت ورشو (به انگلیسی: Projekt Warsaw)، یک تیم حرفه ای والیبال مردان است که در ورشو در مرکز لهستان مستقر است. این باشگاه در حال حاضر در پلاس لیگا بازی می‌کند.

## افتخارات

### بین‌المللی
- چلنج کاپ مردان اروپا

رتبه:دوم